# Wagensonnriegel
Der Wagensonnriegel ist ein 959 m ü. NHN hoher Felsriegel in einem kleinen, untergeordneten Höhenzug des Bayerischen Waldes nahe den Ortschaften Rinchnach, Kirchdorf im Wald und Frauenau.
Auf dem häufig besuchten Felsgipfel stehen eine kleine Kapelle, ein Gipfelkreuz und ein paar Rastbänke. Der Ausblick geht in Richtung Süden und Westen zum nahen Gsengetstein und auf Rinchnach. Mehrere markierte Wanderwege führen zum Gipfel, beispielsweise von Kohlau, Zimmerau, Frauenau, Althütte, Klingenbrunn oder Waldhaus. Der Wagensonnriegel ist außerdem mit dem Fahrrad erreichbar.

## Planung von Windkraftanlagen
Im Sommer 2014 wurden Pläne der Stadtwerke München bekannt, auf dem Areal 24 Windkraftanlagen zu errichten, obwohl der gesamte Bereich als Landschaftsschutzgebiet gilt. Auch die Genossenschaft Bürgerenergie Freyung-Grafenau eG plant Windkraftanlagen am Wagensonnriegel.
Der Wagensonnriegel kam 2012 als Alternative für ein anderes Gebiet im Gemeindegebiet Kirchdorf im Wald in die Diskussion, da die Ausweisung einer Vorrangfläche am Wagensonnriegel die im Bereich Grünberg nicht gewünschten Windkraftanlagen verhindern konnte.
Die Windenergie-Vorrangfläche 43, in deren Zentrum der Wagensonnriegel liegt, bemisst sich auf 1700 Hektar und ist das größte Vorranggebiet Bayerns. Die Stadtwerke München planten Anlagen mit 141 m Nabenhöhe und 117 m Rotordurchmesser, dementsprechend einer Gesamthöhe von beinahe 200 m. Je nach Umsetzung des Mindestabstandes der zehnfachen Höhe zur nächsten Bebauung (die umliegenden Gemeinden konnten darüber abstimmen) waren von den Stadtwerken München mindestens 14 und bis zu 24 Windkraftanlagen geplant. Ende August 2014 wurde die Bürgerinitiative Bärnzell – Gegen den Bau von Windkraftanlagen im Windparkgebiet Wagensonnriegel gegründet. Die Gegner befürchteten bis zu 100 Windkraftanlagen auf der Vorrangfläche.
Die von der Genossenschaft Bürgerenergie Freyung-Grafenau eG geplanten Anlagen befinden sich auf dem Gebiet der bayerischen Staatsforsten. Diese würde die notwendige Nutzung nur erlauben, wenn sich die Gemeinden Frauenau und Spiegelau jeweils mehrheitlich für das Projekt aussprächen. Die Gemeinde Frauenau führte vor dem erforderlichen Gemeinderatsbeschluss eine Bürgerbefragung am 26. April 2015 durch. Bei einer Wahlbeteiligung von 40 % waren 76 % der Abstimmenden gegen, 24 % für die Windkraftanlagen am Wagensonnriegel. Diesem Votum folgend sprach sich der Frauenauer Gemeinderat mit 13:2 Stimmen gegen den Antrag der Genossenschaft Bürgerenergie Freyung-Grafenau eG auf Zustimmung zum Abschluss eines Standortsicherungsvertrages mit den Bayerischen Staatsforsten zur Errichtung von Windrädern aus.
Die Stadt Zwiesel beschloss in ihrer Ratssitzung vom 1. Juli 2015 gegen die Änderung des Regionalplans, in dem das Windkraft-Vorranggebiet 43 festgelegt wurde, gerichtlich Klage einzureichen. Durch die Klage soll die Rechtmäßigkeit der Vorranggebiet-Ausweisung überprüft und letztendlich die geplante Errichtung von Windkraftanlagen verhindert werden.
Im Juli 2015 gaben die Stadtwerke München bekannt, aufgrund der breiten Ablehnung der Bevölkerung ihre Pläne bis auf weiteres „auf Eis“ zu legen. Die Gemeinde Spiegelau führte, dem Beispiel der Gemeinde Frauenau folgend, eine Bürgerbefragung zu den von der Genossenschaft Bürgerenergie Freyung-Grafenau eG geplanten Windkraftanlagen durch. In der Spiegelauer Ratssitzung vom 1. August 2015 wurde als Termin für die Befragung der 11. Oktober 2015 festgelegt; bei der Abstimmung waren dann 79 % der Abstimmenden gegen die Windparkplanung.